# Nowa Partia Japonii
Nowa Partia Japonii (jap. 日本新党 Nihon-shintō) – japońska partia polityczna, funkcjonująca w latach 1992–1994 (uwaga: nie należy mylić jej z partią o nazwie: Nowa Partia Nippon; Nowa Partia - Japonia; jap. 新党日本 Shintō Nippon; założoną w 2005 r.).
Założona przez Morihiro Hosokawę, byłego przedstawiciela prefektury Kumamoto, który porzucił szeregi Partii Liberalno-Demokratycznej, protestując przeciwko skandalom korupcyjnym. 
W 1992 r. partia ta posiadała czterech przedstawicieli w Izbie Radców. W 1993 r., korzystając z niezadowolenia wyborców rządami PLD, zyskała 35 reprezentantów. Hosokawa został premierem, jednakże szybko zmuszono go do rezygnacji.
W 1994 r. Nowa Partii Japonii została rozwiązana, a jej członkowie sformowali Nową Partię Postępu (jap. 新進党 Shinshin-tō; ang. New Frontier Party). Została rozwiązana w 1997 r.